# Peucedanum vocontiorum
Peucedanum vocontiorum är en flockblommig växtart som beskrevs av Spreng.. Peucedanum vocontiorum ingår i släktet siljor, och familjen flockblommiga växter. Inga underarter finns listade i Catalogue of Life.